# Kladde

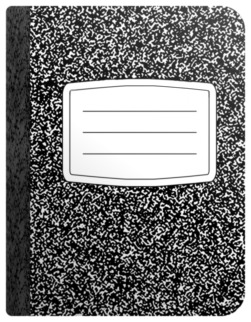
Kladde

Eine Kladde (seit dem 17. Jahrhundert im Niederdeutschen belegt, eigentliche Bedeutung ‚Schmutz‘, ‚Schmiererei‘) oder Stratze (auch Strazza-Buch), von italienisch strazze (verkürzt aus stracciafoglio, von stracciare „zerreißen“), ist ein vorläufiger Entwurf, ein Konzept und davon abgeleitet, vermutlich als Kurzform von „Kladde-Buch“, ein Schmier-, Skizzen-, Notiz- oder vorläufiges Geschäftsbuch (Vorbuch, für die erste kurze Niederschrift laufender Geschäftsvorgänge). Gleichbedeutend ist das französische Lehnwort Brouillon sowie das Pluralwort Adversaria.
Kladden sind in der Regel fest gebunden und enthalten je nach Verwendungszweck entweder leere (blinde) Seiten oder solche, die mit Linien oder Tabellen für Eintragungen vorbereitet sind. Der Inhalt von Kladden zur Buchführung (auch Strazzen genannt) wird anschließend in Grund-, Haupt- oder Rechnungsbücher übertragen. Die heute als Chinakladde bekannten Notizbücher mit rot-schwarzem Einband wurden in den 1970er Jahren von Gunther Lambert auf dem deutschen Markt eingeführt. Eine Schießkladde bezeichnet beim Militär ein Heft oder Buch, in welches die ausgegebene und wieder zurückgegebene Munition eingetragen wird. In der Wissenschaft und Forschung werden Experimente und Ideen im Laborbuch festgehalten.
An norddeutschen Schulen wird die „Kladde“ vom „Reinschriftheft“ unterschieden. In Mittel- und Süddeutschland spricht man von Manuskript oder Konzept oder Notizbuch.
Berühmte Kladden sind die Sudelbücher von Georg Christoph Lichtenberg oder das Sudelbuch von Kurt Tucholsky. Sie wurden ähnlich einem Tagebuch geführt.